# Mikkelsen-Inseln
Die Mikkelsen-Inseln (französisch Îles Mikkelsen) sind eine Gruppe kleiner Inseln vor der Westküste des Grahamlands auf der Antarktischen Halbinsel. Im Archipel der Adelaide- und Biscoe-Inseln liegen sie 3 km südöstlich der Léonie-Inseln vor der Südostküste der Adelaide-Insel. Größte und höchste Insel der Gruppe ist Skart Island.
Teilnehmer der Fünften Französischen Antarktisexpedition (1908–1910) unter der Leitung Jean-Baptiste Charcots entdeckten sie. Charcot benannte sie nach Otto H. Mikkelsen, einem norwegischen Taucher, der den beschädigten Rumpf des Forschungsschiffs Pourquoi Pas? am 8. Dezember 1908 unweit der norwegischen Walfangstation auf Deception Island inspizierte.